# Hanover (Michigan)
Hanover é uma vila localizada no estado americano de Michigan, no Condado de Jackson.

## Demografia
Segundo o censo americano de 2000, a sua população era de 424 habitantes.
Em 2006, foi estimada uma população de 427, um aumento de 3 (0.7%).

## Geografia
De acordo com o United States Census Bureau tem uma área de
1,1 km², dos quais 1,1 km² cobertos por terra e 0,0 km² cobertos por água. Hanover localiza-se a aproximadamente 340 m acima do nível do mar.

## Localidades na vizinhança
O diagrama seguinte representa as localidades num raio de 20 km ao redor de Hanover.